# Созонов, Александр Андреевич
Александр Андреевич Созонов (15 октября 1934, Созонова, Обско-Иртышская область — 9 октября 2015, Боровский, Тюменская область) — советский и российский хозяйственный деятель и организатор производства. Руководитель птицефабрики «Боровская» в посёлке Боровский Тюменской области (1979—2008). Герой Социалистического Труда (1986). Кандидат сельскохозяйственных наук (1970).

## Биография
Александр Андреевич Созонов родился 15 октября 1934 года в деревне Созонова Фатеевское сельсовета Вагайского района Обско-Иртышской области, ныне деревня входит в Фатеевское сельское поселение того же района Тюменской области.
Окончил Тобольский зооветеринарный техникум (1949—1953) и Омский сельскохозяйственный институт (1957—1962). В 1953—1954 гг. — зоотехник Дубровинской МТС. В 1954—1957 служил в Советской армии.
В 1962 году начал работу на Боровской птицефабрике Тюменского района в должности старшего зоотехника, в 1963—1979 — главный зоотехник, с 1979 по 1999 г. — директор. С 1999 по 2008 г. — генеральный директор ЗАО «Птицефабрика „Боровская“».
С 2008 года на пенсии. Жил в посёлке Боровский Тюменского района Тюменской области.
Александр Андреевич Созонов умер 9 октября 2015 года в посёлке городского типа Боровский Тюменского района Тюменской области.

## Награды и звания
- Герой Социалистического Труда, 29 августа 1986 года
  - Орден Ленина № 459634
  - Медаль «Серп и Молот» № 20808
- Орден Почёта, 2006 год
- Орден Ленина, 6 сентября 1973 года
- Орден «Знак Почёта», 22 марта 1966 года
- Заслуженный зоотехник РСФСР, 1979 год
- Кандидат сельскохозяйственных наук, 1970 год
- Лауреат премии имени В.И. Муравленко, 2004 год

## Книга
Никулин С.М., Созонов А.А. Боровская птицефабрика. — М.: Колос, 1973. — 72 с. — (Передовые хоз-ва страны). — 8000 экз.